# Andrea Vianello
Andrea Vianello (Roma, 25 aprile 1961) è un giornalista, conduttore radiofonico, conduttore televisivo e dirigente d'azienda italiano.

## Biografia

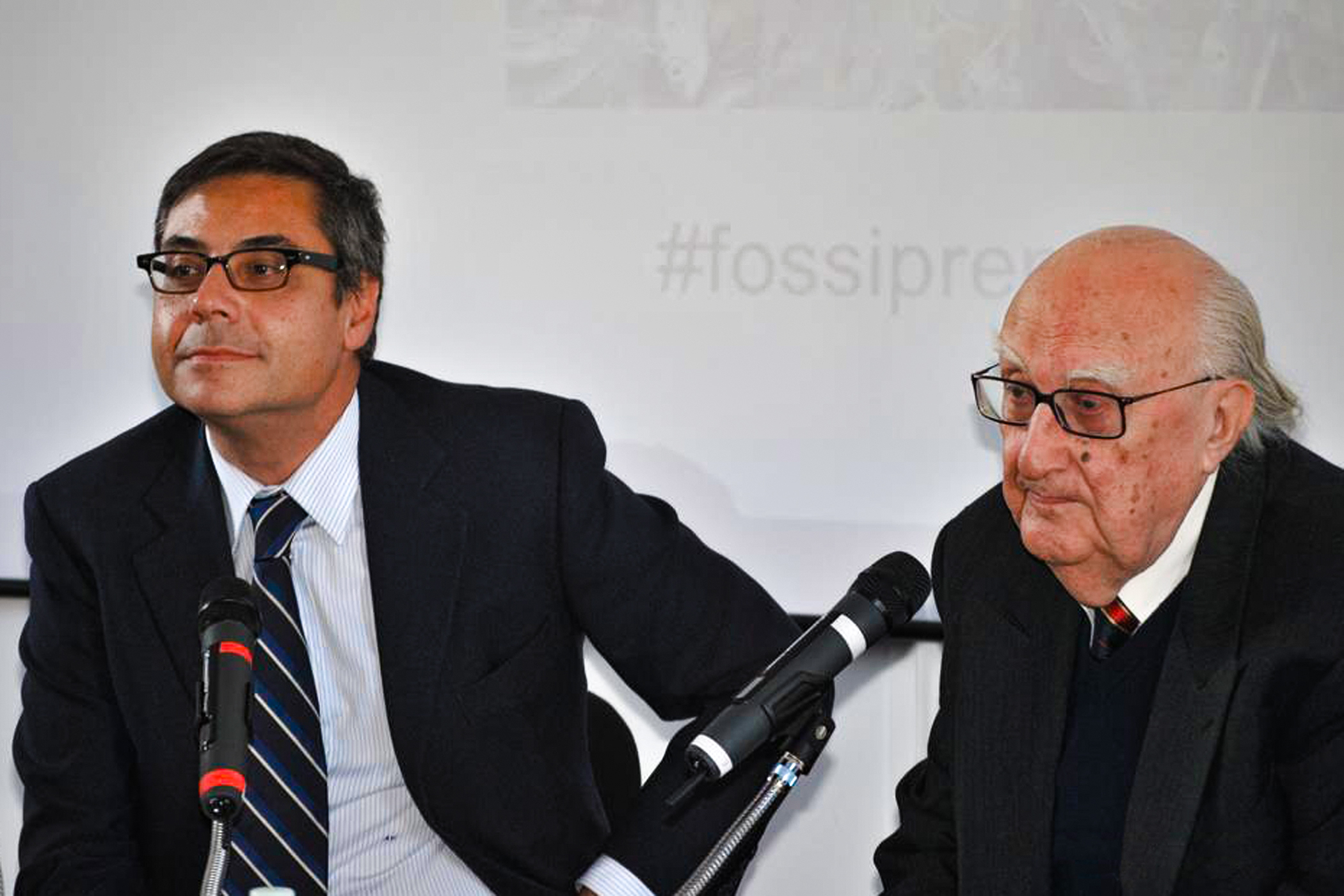
Andrea Vianello con Andrea Camilleri, nel 2012

Nasce a Roma il 25 aprile 1961, nipote del cantante Edoardo Vianello, del poeta Alberto Vianello e dell'attore Raimondo Vianello (rispettivamente fratello del padre, nonno e cugino del nonno).
Intraprende la carriera nel 1992, collaborando con lo zio alla stesura dei testi dell'album Vivere insieme. Esordisce alla radio sul GR1 nei primi anni novanta, per arrivare alla conduzione del programma di approfondimento Radio anch'io.
Nel 1993 vince l'Oscar del giornalismo, e nel 1997 il Premio Saint-Vincent per il giornalismo.
Nel 1999 esordisce in televisione conducendo su Rai 2 il programma Tele anch'io, ispirato alla trasmissione radiofonica Radio anch'io. Su Rai 3 conduce, dal 2001, la trasmissione Enigma (che nel 2004 cederà a Corrado Augias). Dal 2004 conduce Mi manda Raitre. Nel 2009 pubblica il libro Assurdo Italia, Storie incredibili ma vere di un paese paradossale (Baldini Castoldi Dalai). Dal 2010 con la chiusura di Mi manda Raitre (che ritornerà nel marzo 2011 con la conduzione di Edoardo Camurri) passa a condurre il nuovo programma mattutino Agorà.
Dal 29 novembre 2012 al 18 febbraio 2016 è direttore di Rai 3, ruolo che assume operativamente dal 1º gennaio 2013. Qualche mese dopo Vianello passa in organico al TG2, per assumere il ruolo di editorialista. Da luglio 2017 è vicedirettore di Rai 1 con delega ai programmi d'attualità, di costume e ai format innovativi di genere informativo. Nel gennaio 2020 pubblica il libro Ogni parola che sapevo, raccontando la vicenda di salute che lo ha visto coinvolto il 2 febbraio 2019, colpito da una ischemia cerebrale che gli ha tolto temporaneamente la capacità del linguaggio, recuperato dopo lunghe terapie riabilitative.
Il 29 luglio 2020 viene nominato, all'unanimità, alla direzione di Rai News 24, succedendo ad Antonio Di Bella.
Il 18 novembre 2021 viene nominato alla direzione di Rai Radio 1, Rai Radio 1 Sport, del Giornale Radio Rai e di Rai Gr Parlamento al posto di Simona Sala.
Il 25 maggio 2023 viene nominato alla direzione generale di San Marino RTV, prendendo il posto di Ludovico Di Meo, scomparso il 29 gennaio dello stesso anno. Il 28 marzo 2024, dopo soli dieci mesi dalla nomina, rassegna le proprie dimissioni da tale incarico. Il 25 aprile 2025 ha dato l’addio alla Rai dopo 35 anni.

## Programmi condotti
- Tele anch'io (Rai 2, 1999)
- Enigma (Rai 3, 2002-2004)
- Mi manda Raitre (Rai 3, 2004-2010)
- Agorà (Rai 3, 2010-2013)
- La strada della verità (Rai 3, 2014)
- TG2 (Rai 2, 2016-2017)
- Rabona - Il colpo a sorpresa (Rai 3, 2018-2019)

## Libri
- Storia immaginaria della mia famiglia, Collana Omnibus, Milano, Mondadori, 2022, ISBN 978-88-04-73732-2.
- Ogni parola che sapevo, Collana Vivavoce, Milano, Mondadori, 2020, ISBN 978-88-047-2267-0.
- Assurdo Italia. Storie incredibili ma vere di un paese paradossale, I saggi, Milano, Baldini Castoldi Dalai Editore, 2008, ISBN 978-88-60-73448-8.